# Orphan Afterglow
Ein Orphan Afterglow (deutsch etwa verwaistes Nachleuchten) beschreibt eine Emission von optischer bis Radiostrahlung hervorgerufen durch einen Gamma Ray Burst, der nicht genau auf die Erde gerichtet ist und dessen Gammastrahlung nicht beobachtet werden kann.
Gamma Ray Bursts sind Ausbrüche mit hoher Leistung im Bereich der harten Gammastrahlung, die über extragalaktische Entfernungen hinweg nachgewiesen werden können. Sie werden interpretiert als das Ergebnis eines hochrelativistischen Jets, der nur unter einem kleinen Raumwinkel von um die 3° Gammastrahlung abstrahlt. Bei einem Teil der langen Gamma Ray Burst konnte ein Nachleuchten in anderen Bereichen des elektromagnetischen Spektrums beobachtet werden von der Röntgenstrahlung bis zur Radiostrahlung. Dies wird interpretiert als eine Wechselwirkung der ausgestoßenen Teilchen mit der interstellaren Materie um dem Ort des Gamma Ray Bursts, nachdem die Jetgeschwindigkeit bereits stark abgebremst wurde. Durch den geringeren Lorentzfaktor öffnet sich auch der Abstrahlwinkel und die niederenergetische elektromagnetische Strahlung wird auch in Raumrichtungen abgestrahlt, die keine Gammastrahlung empfangen haben.
Theoretische Modelle sagen voraus, dass für jeden Gamma Ray Burst 700 Orphan Afterglows am Himmel beobachtbar sein sollten. Allerdings ist das Nachleuchten um einen Gamma Ray Burst einfacher zu finden, da die Entdeckung der Gammastrahlung zu Beobachtungen in anderen Bereichen des elektromagnetischen Spektrums führt. Bisher entdeckte Orphan Afterglows können auch als Dirty Fireballs interpretiert werden. Eine Suche nach dem verwaisten Nachleuchten in der Nähe von Supernovae vom Typ Ibc, die als Auslöser der langen Gamma Ray Bursts vermutet werden, hat bisher nur nicht-relativistische Wechselwirkungen mit der zirkumstellaren Materie gezeigt.
Sollte es auch bei weiteren Durchmusterungen nicht gelingen, Orphan Afterglows zweifelsfrei nachzuweisen, würde dies die bisherigen Hypothesen zur Entstehung von Gamma Ray Bursts durch hochrelativistische Jets in Frage stellen.